# Liu Xiaojiang
Liu Xiaojiang (chinesisch 刘晓江; * Dezember 1949 in Ji’an, Jiangxi) ist ein Offizier der Volksbefreiungsarmee außer Dienst und ehemaliger Politiker der Kommunistischen Partei Chinas (KPCh) in der Volksrepublik China, der unter anderem zwischen 2008 und 2014 Politischer Kommissar der Marine der Volksrepublik China war.

## Leben

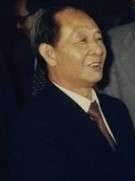
Der ehemalige Generalsekretär der Kommunistischen Partei Chinas Hu Yaobang war der Schwiegervater von Liu Xiaojiang.

Liu Xiaojiang, der zum Han-Volk gehört, war ein Sohn des Veteranen Liu Haibin und trat 1970 in das Eisenbahnkorps der Volksbefreiungsarmee ein. Er begann 1972 ein Studium an der China-Abteilung der Heilongjiang-Universität in Harbin, das er 1975 beendete. Er war zwischen 1978 und 1980 Sekretär der Kommunikationsabteilung der Hauptverwaltung im Hauptquartier des Generalstabes und daraufhin im Hauptquartier von 1980 bis 1983 Sekretär des stellvertretenden Chefs des Generalstabes der Volksbefreiungsarmee, Admiral Liu Huaqing, der 1982 Oberkommandierender der Marine wurde. Nachdem er zwischen 1983 und 1984 stellvertretender Direktor des Referats für Sekretariatsaufgaben der Hauptverwaltung der Marine war, fungierte er von 1984 bis 1990 als Direktor des Referats Planung und Bereitstellung der Kaderabteilung der Politischen Hauptverwaltung der Volksbefreiungsarmee. Im Anschluss war er in Personalunion zwischen 1990 und 1992 sowohl stellvertretender Direktor der Kulturabteilung sowie Direktor des Referats Kunst der Kulturabteilung der Politischen Hauptverwaltung der Volksbefreiungsarmee. Im Anschluss fungierte er von 1992 bis 1998 zeitgleich als Direktor der Kulturabteilung sowie stellvertretender Politischer Kommissar der Arbeitsabteilung der Politischen Hauptverwaltung der Volksbefreiungsarmee. In dieser Verwendung wurde er 1993 zum Generalmajor befördert.
1998 wurde Liu als Konteradmiral in die Marine der Volksrepublik China versetzt und war daraufhin zwischen 1998 und 2001 stellvertretender Direktor der Politischen Abteilung der Marine. Er absolvierte zudem von 2000 bis 2003 ein Studium an der Zentralen Parteischule des Zentralkomitees der Kommunistischen Partei Chinas (ZK der KPCh). Er fungierte zwischen 2001 und 2008 in Personalunion als Stellvertretender Politischer Kommissar und als Mitglied des Parteikomitees der Marine sowie zudem als Sekretär der Kommission für Disziplinarinspektion des Parteikomitees der Marine. Auf dem 16. Parteitag der Kommunistischen Partei Chinas (8. bis 14. November 2002) wurde er zum Mitglied der Zentralen Disziplinarkommission der KP Chinas gewählt und gehörte diesem Parteigremium bis 2007 an. Zugleich wurde er 2002 zum Vizeadmiral befördert.
Vizeadmiral Liu Xiaojiang wurde auf dem 17. Parteitag der KPCh (15. bis 21. Oktober 2007) erstmals zum Mitglied ZK der KPCh gewählt und behielt diese Funktion nach seiner Wiederwahl auf dem 18. Parteitag der KPCh (8. bis 14. November 2012) bis 2017 an. Nach dem Rücktritt von Admiral Hu Yanlin wurde er im Juli 2008 als dessen Nachfolger Politischer Kommissar der Marine der Volksbefreiungsarmee. Er wurde 2011 ebenfalls zum Admiral befördert und behielt das Amt des Politischen Kommissars bis Dezember 2014 und wurde daraufhin von Vizeadmiral Miao Hua abgelöst. Im Anschluss schied er mit Erreichen der Altersgrenze von 65 Jahren aus dem aktiven Militärdienst und trat in den Ruhestand.
Im März 2015 erklärte er in einem Interview, dass China nach der Shandong seinen zweiten Flugzeugträger baut, und er erwartet, dass in Zukunft weitere gebaut werden. Im März 2017 sagte er zudem, dass die Marine eine größere Rolle in Chinas Landesverteidigung spielen wird.
Liu Xiaojiang ist mit Li Manmei, auch bekannt als Li Heng, verheiratet, der Tochter des ehemaligen Generalsekretärs der Kommunistischen Partei Chinas Hu Yaobang, einem gemäßigten Politiker, dessen Tod 1989 einen wichtigen Beitrag zu den Protesten auf dem Platz des Himmlischen Friedens leistete. In Li Manmeis 2005 erschienenen Memoiren über ihren Vater erzählt sie, wie Liu sich ihren drei Brüdern anschloss, um Kränze für die Zeremonie im Dezember 1990 zu tragen, bei der Hus Asche beigesetzt wurde.